# Санкт-Мартин-Карлсбах
Санкт-Мартин-Карлсбах (нем. Sankt Martin-Karlsbach) — ярмарочная коммуна (нем. Marktgemeinde) в Австрии, в федеральной земле Нижняя Австрия. 
Входит в состав округа Мельк.  Население составляет 1681 человек (на 31 декабря 2005 года). Занимает площадь 24,94 км². Официальный код  —  31540.

## Политическая ситуация
Бургомистр коммуны — Йозеф Рицмайер (СДПА) по результатам выборов 2005 года.
Совет представителей коммуны (нем. Gemeinderat) состоит из 19 мест.
- СДПА занимает 11 мест.
- АНП занимает 8 мест.